# Li Ki Sun Bejčková
Li Ki Sun Bejčková (19. října 1931 Kesong – 23. září 1999 Praha) byla výtvarnice (textilní malířka) korejského původu, působící v Česku.

## Biografie
Narodila se v Koreji 19. října 1931 buddhistickým rodičům, vyrůstala v Japonci okupované Koreji. Za korejské války byla těžce zraněna, stala se členkou čínské armády, se kterou odešla do Číny.
Mezi lety 1952 až 1956 studovala na Ústřední akademii výtvarného umění v Pekingu, kde promovala roku 1956. Ve volném čase soukromě studovala čínskou malbu, učila se čínské kaligrafii. V Pekingu také seznámila s díly korejských mistrů 18. století Kim Hong Do, Chwe-Buk a Li In-Mun. V roce 1958 se s manželem přestěhovala do jeho vlasti, žila nejprve v Louce u Litvínova, poté v Mostě a od roku 1960 žili manželé Bejčkovi v Ústí nad Labem. Po 10 letech pobytu v Československu, kdy se naučila česky a vychovala své děti, pokračovala v umělecké tvorbě.
Závěr života prožila v Písku. Je pochována spolu s manželem na Olšanských hřbitovech v Praze.

### Rodinný život
V roce 1957 se v Pekingu vdala za sochaře Jaroslava Bejčka, který v té době v Číně studoval, a odstěhovala se do Československa.[zdroj?] Manželé Bejčkovi měli dvě děti, Pavla a Lenku.[zdroj?]

## Dílo
- Cyklus Živly, jídelna Mostecké nemocnice, 1974–1975
- Art protis, salónek sportovní haly Most, 70. léta[1]

### Knižní ilustrace
- Vodopád Devíti draků (korejské mýty a pověsti, převyprávěli Vladimír Pucek a Jozef Genzor; Praha, Albatros, 1983)
- Umělecká díla Jaroslava Bejčka a Li Ki Sun v Mostě (katalog; Statutární město Most, 2012)

## Galerie

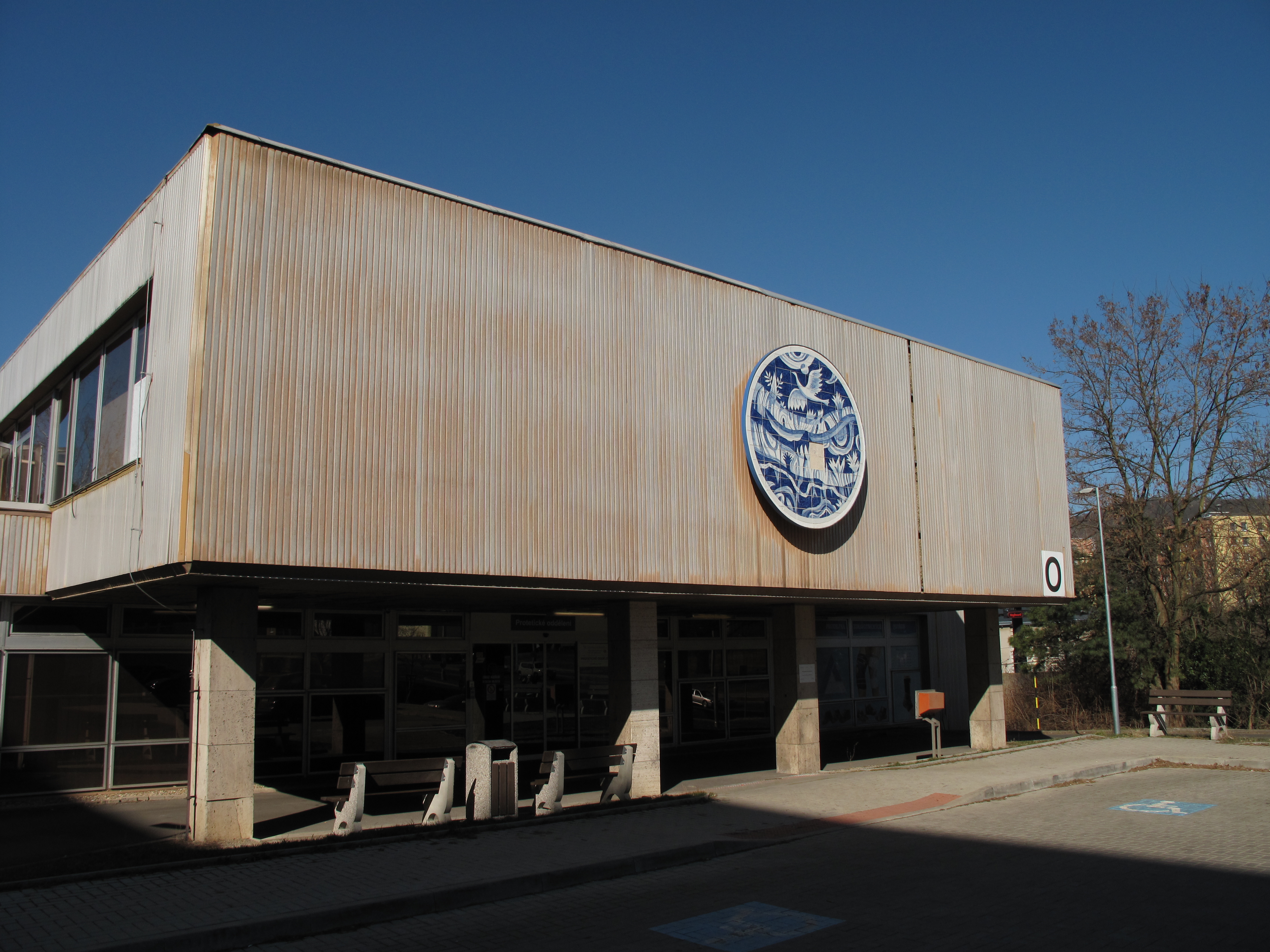
Keramický medilon nad vstupem do pavilonu O Masarykovy nemocnice v Ústí nad Labem
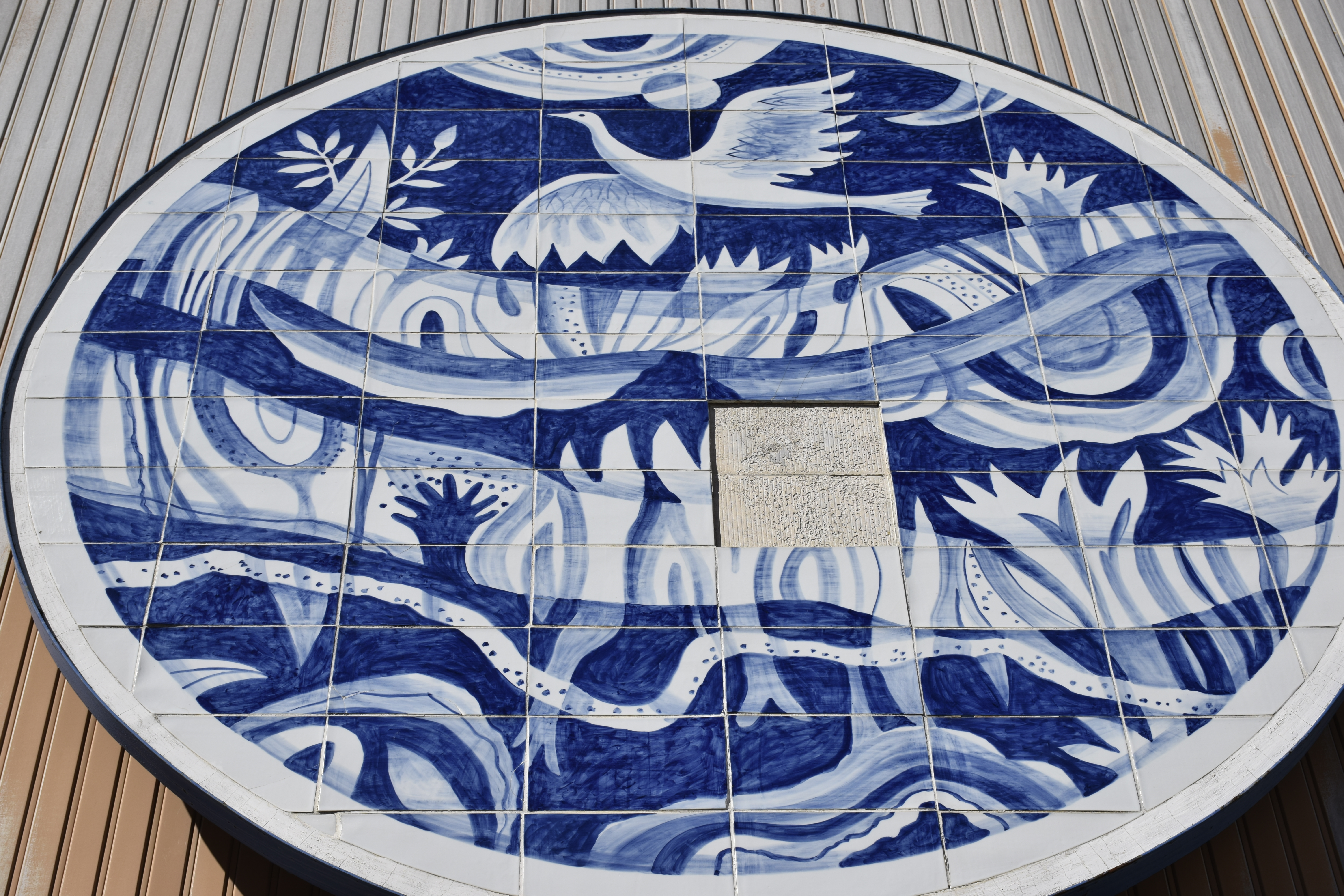
Detail